# Загір'я (Польща)
Загі́р'я (пол. Zagórz) — Лемківське місто в південно-східній Польщі, коло річки Сян.
Належить до Сяноцького повіту Підкарпатського воєводства.

## Розташування
Місто розташоване на історичних українських теренах Перемишльської землі Руського королівства — Лемківщини, з яких в 1946-1947 рр. було виселено все українське населення. Лежить на лівому березі Сяну на історичному шляху на Закарпаття через Радошицький і Лупківський перевали.

## Історія
Давнє лемківське село, згадується в першому ж наявному масиві документів — у 1412 р. 
Чисто лемківський склад села різко змінився після 1869 р. внаслідок напливу працівників у зв’язку з будівництвом Першої угорсько-галицької залізниці. Після введення Галицької Трансверсальної залізниці в 1884 р. Загір’я стало великим залізничним вузлом з трьома тисячами працівників. У 1895 р. в селі було 205 будинків і 1639 мешканців (953 римо-католики, 470 греко-католиків, 207 юдеїв і 9 протестантів).
У 1914 р. за москвофільство 20 жителів села заарештовано і вислано до Талергофу.
Саме поляки-залізничники виступили зі зброєю на українській землі в листопаді 1918 р. проти утворення української держави і перешкодили наміру Команчанської республіки з’єднатися з ЗУНРом, обладнали два бронепоїзди, постачали озброєння, припаси і війська. У міжвоєнний час  село належало до Сяніцького повіту Львівського воєводства.
В 1939 р. в селі було 3400 жителів села — 890 українців, 2100 поляків і 300 євреїв.
Після Другої світової війни українське населення було піддане етноциду. Частина переселена на територію СРСР в 1945-1946 рр. Родини, яким вдалось уникнути виселення, в 1947 році під час Операції Вісла були депортовані на понімецькі землі.
У 1972 р. Загір’я і ряд довколишніх сіл приєднали до міста Сянік, але 1 лютого 1977 р. від’єднали і з них утворили місто Загір’я.

## Церква

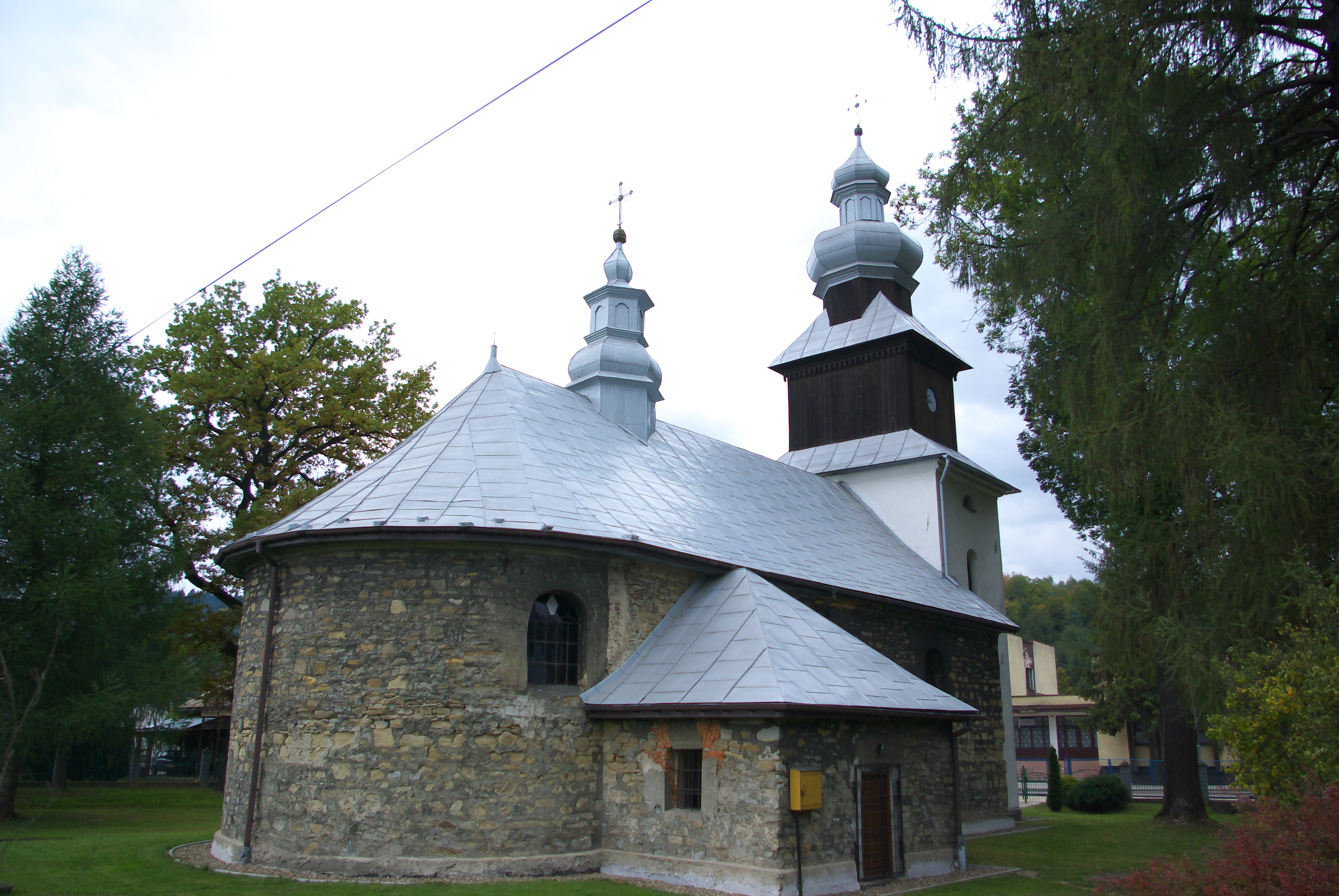
Церква св. Аpx. Михаїла

Церква св. Apx. Михаїла збудована в 1836 р., є мурованою на відміну від відомих двох попередніх дерев’яних церков. У 1936 р. налічувала 1695 парафіян (в селі — 890), була парафіяльною також і для сіл Долини і Заслав’є, парафія належала до Сяніцького деканату Апостольської адміністрації Лемківщини. Після заборони греко-католицької церкви в 1947 р. віддана Польській православній церкві.

## Демографія
Демографічна структура станом на 31 березня 2011 року:
|          | Загалом | Допрацездатний вік | Працездатний вік | Постпрацездатний вік |
| -------- | ------- | ------------------ | ---------------- | -------------------- |
| Чоловіки | 6469    | 1370               | 4479             | 620                  |
| Жінки    | 6527    | 1263               | 3962             | 1302                 |
| Разом    | 12996   | 2633               | 8441             | 1922                 |